# Kranssalvia
Kranssalvia (Salvia verticillata) är en art i familjen kransblommiga växter.
Kromosomtal 2n = 16.